# Ruschbachtal
Das Naturschutzgebiet Ruschbachtal befindet sich auf dem Gebiet der Gemeinde Grenzach-Wyhlen im Landkreis Lörrach.

## Kenndaten
Das Naturschutzgebiet wurde mit Verordnung des Regierungspräsidiums Freiburg vom 23. September 1985 ausgewiesen und hat eine Größe von 30,6821 Hektar. Es wird unter der Schutzgebietsnummer 3.150 geführt. Der CDDA-Code für das Naturschutzgebiet lautet 165263  und entspricht der WDPA-ID.

## Lage und Beschreibung
Das Naturschutzgebiet Ruschbachtal befindet sich auf dem Gebiet der Gemeinde Grenzach-Wyhlen auf der Gemarkung Wyhlen mit einer Gesamtgröße von rund 30,7 ha.
Das Naturschutzgebiet ist ein geologisch interessantes Tal (Rustelgraben mit Wasserfällen) mit naturnahen Laubmischwäldern (teilweise mit Buchs).
Es ist Lebensraum für eine Reihe seltener Tier- und Pflanzenarten.

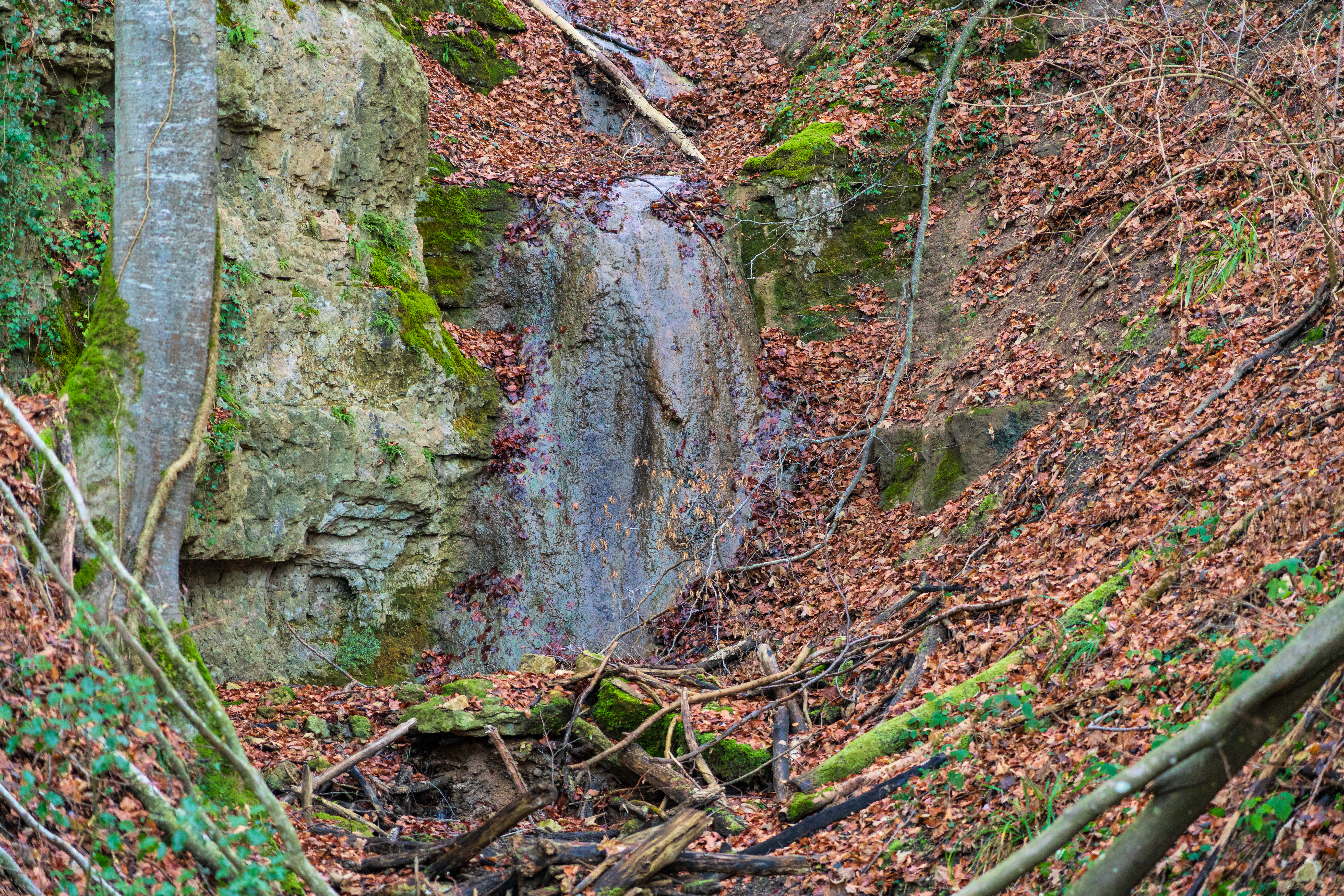
Oberer Ruschbachfall
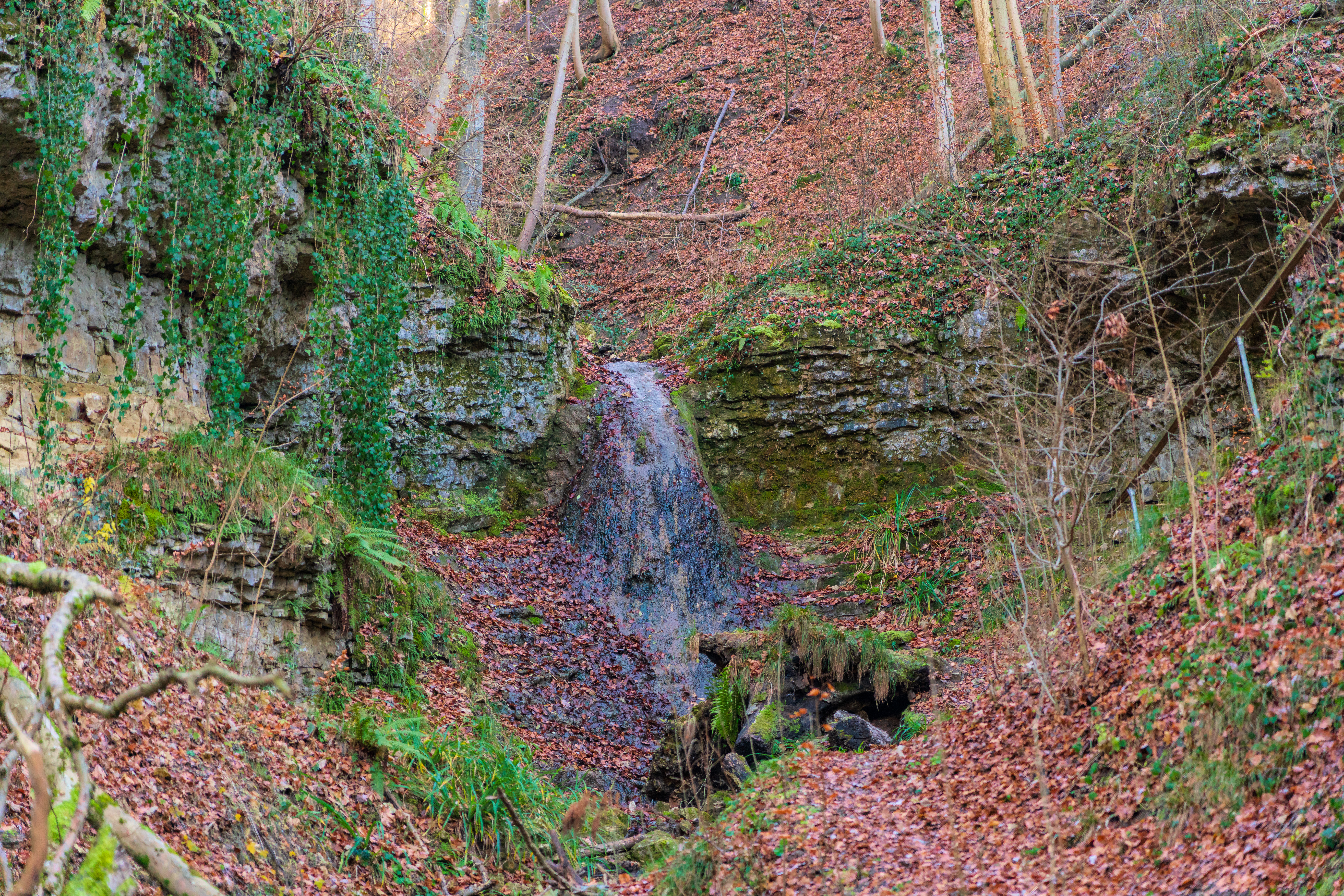
Unterer Ruschbachfall

## Schutzzweck
Schutzzweck ist die Erhaltung des Ruschbachtales
1. als interessantes, geologisches Objekt mit großer wissenschaftlicher Bedeutung;
2. als Gebiet mit weitgehend natürlich gebliebener Vegetation;
3. als Lebensraum für seltene Tier- und Pflanzenarten.

## Arteninventar
Im Naturschutzgebiet Ruschbachtal wurden folgende Arten erfasst:
- Amphibien

Salamandra salamandra (Feuersalamander)
- Höhere Pflanzen/Farne

Aconitum lycoctonum subsp. vulparia (Gelber Eisenhut), Aquilegia vulgaris agg. (Artengruppe Gewöhnliche Akelei), Asplenium scolopendrium (Hirschzunge), Buxus sempervirens (Immergrüner Buchs), Cephalanthera damasonium (Weißes Waldvöglein), Daphne mezereum (Kellerhals), Epipactis helleborine agg. (Artengruppe Breitblättrige Stendelwurz), Epipactis purpurata (Violette Stendelwurz), Lilium martagon (Türkenbund), Listera ovata (Großes Zweiblatt), Neottia nidus-avis (Nestwurz), Orchis mascula (Stattliches Knabenkraut)
- Vögel

Accipiter gentilis (Habicht), Accipiter nisus (Sperber), Buteo buteo (Mäusebussard), Corvus corax (Kolkrabe), Dendrocopos major (Buntspecht), Dryocopus martius (Schwarzspecht), Ficedula hypoleuca (Trauerschnäpper), Garrulus glandarius (Eichelhäher), Lanius collurio (Neuntöter), Milvus migrans (Schwarzmilan), Milvus milvus (Rotmilan), Muscicapa striata (Grauschnäpper), Oriolus oriolus (Pirol), Pernis apivorus (Wespenbussard), Picus viridis (Grünspecht), Strix aluco (Waldkauz)